# Rea Peak
Der Rea Peak ist ein 590 m hoher Berg auf King George Island im Archipel der Südlichen Shetlandinseln. Er ragt 3 km nordöstlich des Rose Peak und 2,5 km nordwestlich des Mount Hopeful im Zentrum der Insel auf.
Das UK Antarctic Place-Names Committee benannte ihn 1960 nach Henry Kean Rea (1797–1862), als Nachfolger John Biscoes Kapitän des Schoners Hopeful des britischen Walfangunternehmens Samuel Enderby & Sons, dessen Begleitschiff, der Kutter Rose, Ende 1833 oder im Januar 1834 bei 60° 17′ S, 53° 26′ W vom Packeis zerquetscht wurde und unterging. Wenngleich die Besatzung lebend geborgen werden konnte, wurde die Antarktisfahrt unmittelbar danach abgebrochen.